# Pieces of a Dream (cântec)
Pieces Of a Dream este o baladă pop rock a cântăreței americane Anastacia.  Aceasta face parte de pe primul album de compilații al cântăreței, Pieces Of a Dream și a fost lansat ca primul single al albumului. Single-ul nu a avut mare succes, dar a fost aproape de a ajunge pe locul 1 în clasamentul oficial din Italia și a mai ajuns în top 10 în Olanda.

## Clasamente
| Clasament              | Poziția Maximă |
| ---------------------- | -------------- |
| Austrian Singles Chart | 29             |
| Dutch Top 40           | 8              |
| Euro 200 Chart         | 22             |
| German Singles Chart   | 20             |
| Greece Singles Chart   | 13             |
| Irish Singles Chart    | 26             |
| Italian Singles Chart  | 2              |
| Swiss Singles Chart    | 18             |
| UK Singles Chart       | 48             |

## Formate Disponibile
- European/UK CD single

1. "Pieces of a Dream"
2. "Club Megamix Edit"

- Promotional Jason Nevins Remix

1. "Pieces of a Dream" [Jason Nevins Remix]

- Promotional remix single

1. "Pieces of a Dream" [Jason Nevins Remix Edit]
2. "Pieces of a Dream" [Jason Nevins Remix]
3. "Left Outside Alone" [Humble Brothers Remix]

- Radio Promo

1. "Pieces of a Dream" [Album Version]